# Pinchas Cabari
Pinchas Cabari (hebrejsky: פנחס צברי) je izraelský politik a bývalý poslanec Knesetu za stranu Šas.

## Biografie
Narodil se 27. prosince 1956 v Izraeli. Sloužil v izraelské armádě, kde dosáhl hodnosti majora (Rav Seren). Získal vysokoškolský titul Master of Business Administration.

## Politická dráha
V izraelském parlamentu zasedl po volbách v roce 1999, v nichž kandidoval za stranu Šas. Mandát ale získal až dodatečně v listopadu 2002, tedy jen několik měsíců před koncem volebního období, jako náhradník po rezignaci poslance Davida Tala. Do činnosti Knesetu se již výrazněji nezapojil.
Ve volbách v roce 2003 mandát neobhájil.